# Kara Xahin Mustafa Paixà
Kara Xahin Mustafa Paixà fou governador otomà (beglerbegi) del Iemen i Egipte al segle xvi. Fou nomenat com a beglerbegi de Gaza per Solimà el Magnífic; el 1555 va ser designat governador del Iemen i després d'Egipte (1560-1563) fins que fou destituït i va morir poc després (1565).
Reclutat a Bòsnia, es va formar al servei del palau. Va ocupar diversos càrrecs de segon ordre. Va lluitar en les guerres contra Pèrsia. Una font otomana diu que fou beglerbegi d'Erzurum (1544/1545) i del Diyar Bakr (vers 1549) i després tutor (lala) del príncep Baiazet però podria ser una confusió amb Lala Mustafà Paixà.
Mentre era beglerbegi de Gaza, al començament del 1556, fou nomenat com a beglerbegi del Iemen al lloc de Mustafà Paixà al-Naixxar. Va exercir durant quatre anys i mig i les fonts diuen que fou molt popular i hauria evitat tot contacte amb l'imam zaidita al-Mutàhhar ibn al-Mutawàkkil.
Fou cridat a Istanbul l'abril de 1560. El 20 de novembre de 1560 li fou assignat el govern d'Egipte on acabava de morir Khadim Ali Paixà. Va exercir també aquí durant quatre anys fins al gener o febrer de 1564. Un historiador egipci diu que fou un tirà cruel, però cap més en parla.
Dos dels seus fills, Ridwan i Bahram, foren també governadors del Iemen.
El nom Xahin li va venir perquè portava sempre amb ell un falcó pelegrí (Xahin شاهین en persa, i va passar a la seva família, els Al Xahin.